# Рыжебрюхая ложнопищуха
Рыжебрюхая ложнопищуха (лат. Climacteris rufus) — вид птиц семейства ложнопищуховых.
Эндемик Австралии. Распространён на юго-западе страны от Джералдтона через равнину Налларбор и Большую пустыню Виктория до восточного побережья полуострова Эйр. Населяет открытые леса, буш и редколесья с преобладанием эвкалипта.
Тело длиной 16,5—18 см и весом 30—33 г. Верх головы и шея серые. Спина, крылья и хвост коричневые (маховые крыльев тёмно-коричневые). Брюхо и ноги красновато-коричневые. Грудь тёмно-коричневая, отдельные перья имеют белую кайму, что создаёт общий рябой узор. У самок окраска рыжее, у самцов темнее.
Вид обитает в эвкалиптовых лесах и редколесьях разных типов. Оседлые птицы. Активны днём. Во внебрачный период держатся небольшими группами до 8 птиц. Большую часть дня проводят в поисках пищи. Питаются насекомыми, их личинками, яйцами и другими беспозвоночными, собирая их на стволах, ветвях и под корой деревьев.
Моногамные птицы. Сезон размножения длится с конца августа до начала января. За сезон бывает две кладки. Гнёзда строят в дуплах. Дно выстилают травой и мхом. В кладке 3—4 розовых яйца. Инкубация продолжается две недели. О птенцах заботятся оба родителя. Часто им помогают самцы предыдущих выводков. Птенцы оставляют гнездо через 21—26 дней. Самостоятельными становятся через 40 дней.